# Wayland (Kentucky)
Pour les articles homonymes, voir Wayland (homonymie).
Wayland est une ville du comté de Floyd, dans le Kentucky aux États-Unis.